# Taraz
Taraz (kaz. Тараз) – miasto w południowym Kazachstanie nad rzeką Tałas, stolica obwodu żambylskiego.
W Tarazie znajduje się Dom Polski.